# Sandila
Sandila é uma cidade  no distrito de Hardoi, no estado indiano de Uttar Pradesh.

## Geografia
Sandila está localizada a 27° 05′ N, 80° 31′ L. Tem uma altitude média de 142 metros (465 pés).

## Demografia
Segundo o censo de 2001, Sandila tinha uma população de 48,831 habitantes. Os indivíduos do sexo masculino constituem 52% da população e os do sexo feminino 48%. Sandila tem uma taxa de literacia de 50%, inferior à média nacional de 59.5%: a literacia no sexo masculino é de 56% e no sexo feminino é de 43%. Em Sandila, 16% da população está abaixo dos 6 anos de idade.